# Esila Umut
Esila Umut (* 2001 in Antalya) ist eine türkische Schauspielerin.

## Biografie
Esila Umut wurde 2001 in Antalya geboren. Ihr Debüt gab sie 2015 in der Fernsehserie Sevdam Alabora. Anschließend spielte sie 2016 in dem Film Kardeşim Benim mit. Von 2017 bis 2018 wurde sie für die Serie Ufak Tefek Cinayetler gecastet. 2019 bekam sie in dem Film Kin die Hauptrolle.
Zwischen 2019 und 2020 trat sie in der Serie Payitaht Abdülhamid auf. Außerdem setzte sie 2020 ihre Karriere in Akrep fort. 2021 war Umut in Alparslan Büyük Selçuklu zu sehen. Seit 2023 spielt Umut in der Serie #ADALETT mit.

## Filmografie
Filme
- 2016: Kardeşim Benim
- 2019: Kin

Serien
- 2015: Sevdam Alabora
- 2017–2018: Ufak Tefek Cinayetler
- 2019–2020: Payitaht Abdülhamid
- 2020–2021: Akrep
- 2021–2023: Alparslan Büyük Selçuklu
- seit 2023: #ADALETT